# Handball Casarano
La Associazione Sportiva Dilettantistica Handball Casarano, nota come Handball Casarano, è stata una società italiana di pallamano della città di Casarano, in provincia di Lecce. 
Fondata nel 2003 e scioltasi per problemi economici nel 2012, ha vinto 3 campionati nazionali, 2 Coppe Italia e 2 Supercoppe italiane.

## Storia

### La fondazione e la collaborazione con l'Italgest
L'Handball Casarano nacque nel 2003 per volontà di un gruppo di amici che volevano diffondere la pratica della pallamano nel territorio salentino. Dopo un primo anno non all'altezza delle aspettative, la squadra vinse il campionato regionale di Serie C al termine della stagione 2003-2004, disputando le gare interne sul parquet del palazzetto di contrada Pietrabianca. La promozione in Serie B arrivò il 16 maggio 2004 grazie al successo casalingo per 28-15 nell'ultima partita di campionato. Grazie a questa promozione il Gruppo Italgest decise di investire nel progetto sportivo del club.

### L'approdo nella Serie A Élite
La stagione di Serie B 2004-2005 si chiuse con il quinto posto finale, ma l'Handball Casarano riuscì ad approdare in A2 grazie all'acquisizione dei diritti sportivi. Il campionato di Serie A2 2005-2006 fu poi vinto al termine delle sfide dei play-off, tenutesi presso il centro sportivo CONI Giulio Onesti di Roma. Subito dopo però la società decise di acquistare il titolo del Gaeta di Serie A Élite.

### I trionfi
Nella stagione 2006-2007 la Italgest salento d'Amare Casarano, dopo brillanti operazioni di mercato che avevano di molto rafforzato l'organico della squadra, riuscì a vincere in una sola stagione, e per la prima volta, lo scudetto e la Coppa Italia. 
Nella stagione 2007-2008 Casarano si aggiudicò per il secondo anno consecutivo scudetto e Coppa Italia e vinse per la prima volta la Supercoppa italiana; partecipò inoltre per la prima volta alla EHF Champions League, dove fu eliminato al turno preliminare dalla squadra austriaca del Bregenz Handball.
Nella stagione 2008-2009 Casarano vinse per il terzo anno consecutivo lo scudetto e per la seconda volta la Supercoppa italiana, ma perse la finale di Coppa Italia contro l'Handball Club Conversano; partecipò per la seconda volta alla EHF Champions League, dove fu ancora eliminato al turno preliminare, dalla Stella Rossa Belgrado.
Nel 2009-2010 si classificò secondo in campionato, fu eliminato in semifinale di Coppa Italia e perse la Supercoppa italiana ancora contro l'Handball Club Conversano.

### L'autoretrocessione e la scomparsa
Nell'estate del 2010, a causa di problemi finanziari, il club rinunciò ad iscriversi al campionato di Serie A Élite 2010-2011 e decise di ripartire dalla Serie B. Nella stagione 2010-2011 giunse quinta in classifica nel girone regionale della Puglia.
Nel 2012 cessò formalmente l'attività agonistica.

## Cronistoria
| Stagione | Serie         | Campionato                                                                         | Coppa Italia                                      | Altre Coppe                           | Coppe Europee                             |
| -------- | ------------- | ---------------------------------------------------------------------------------- | ------------------------------------------------- | ------------------------------------- | ----------------------------------------- |
| 2003     | -             | Viene fondato l'Handball Casarano                                                  | -                                                 | -                                     | -                                         |
| 2003-04  | Serie C       | 1º girone Puglia Promosso in serie B                                               | -                                                 | -                                     | -                                         |
| 2004-05  | Serie B       | 5º girone H Ripescato in serie A2                                                  | -                                                 | -                                     | -                                         |
| 2005-06  | Serie A2      | 1º girone C Promosso in serie A1 Acquisisce titolo di Serie A élite                | -                                                 | -                                     | -                                         |
| 2006-07  | Serie A Élite | Campione d'Italia 1º titolo                                                        | Vince la Coppa Italia 1º titolo                   | -                                     | -                                         |
| 2007-08  | Serie A Élite | Campione d'Italia 2º titolo                                                        | Vince la Coppa Italia 2º titolo                   | Vince la Supercoppa 1º titolo         | Champions League Elim. turno preliminare. |
| 2008-09  | Serie A Élite | Campione d'Italia 3º titolo                                                        | Perde la finale di coppa Italia contro Conversano | Vince la Supercoppa 2º titolo         | Champions League Elim. turno preliminare. |
| 2009-10  | Serie A Élite | 2° poule scudetto Perde la finale scudetto contro Conversano Riparte dalla serie B | Eliminato in semifinale contro Conversano         | Perde la Supercoppa contro Conversano | -                                         |
| 2010-11  | Serie B       | 5º girone pugliese                                                                 | -                                                 | -                                     | -                                         |
| 2012     | -             | Cessa l'attività                                                                   | -                                                 | -                                     | -                                         |

## Palmarès
- Campionato italiano di pallamano maschile: 3
2006-2007, 2007-2008, 2008-2009.
- Coppa Italia (pallamano maschile): 2
2006-2007, 2007-2008.
- Supercoppa italiana (pallamano maschile): 2
2007-2008, 2008-2009.